# Батлмент Меса (Колорадо)
Батлмент Меса (енгл. Battlement Mesa) насељено је место без административног статуса у америчкој савезној држави Колорадо.

## Демографија
По попису из 2010. године број становника је 4.471, што је 974 (27,9%) становника више него 2000. године.
| Група             | 2000.         | 2010.         |
| Белци             | 3.168 (90,6%) | 3.525 (78,8%) |
| Афроамериканци    | 14 (0,4%)     | 16 (0,4%)     |
| Азијати           | 6 (0,2%)      | 14 (0,3%)     |
| Хиспаноамериканци | 247 (7,1%)    | 792 (17,7%)   |
| Укупно            | 3.497         | 4.471         |